# Kanadische Johannisbeere
Die Kanadische Johannisbeere (Ribes americanum) ist ein aufrechter bis 2 Meter hoher Strauch mit schwarzen Früchten aus der Familie der Stachelbeergewächse (Grossulariaceae). Das natürliche Verbreitungsgebiet der Art liegt in Kanada und in den Vereinigten Staaten. Die Art wird nur selten kultiviert.

## Beschreibung
Die Kanadische Johannisbeere ist ein 1 bis 2 Meter hoher, aufrechter, unbewehrter Strauch mit dünnen, flaumig behaarten und gelbdrüsigen Zweigen. Die Knospen sind bräunlich, eiförmig, 2,5 bis 5 Millimeter lang, flaumig behaart und drüsig mit stumpfer Spitze. Die Laubblätter haben einen 2 bis 5 Zentimeter langen, behaarten und locker drüsigen Blattstiel. Die Blattspreite ist einfach, drei- bis fünflappig, breit eiförmig bis rundlich, 2,5 bis 6 Zentimeter lang und 3 bis 7, selten bis 8 Zentimeter breit mit herzförmiger bis beinahe gestutzter Basis. Die Lappen sind eiförmig bis dreieckig-eiförmig, tief gesägt oder doppelt gesägt und spitz. Der mittlere Lappen ist etwas länger als die seitlichen. Die Blattoberseite ist kahl, die Unterseite entlang der Blattadern behaart. Beide Seiten sind gelb drüsenfleckig. Die Blätter sind schwach riechend.
Die  Blütenstände sind selten ab 4 meist 5 bis 8 Zentimeter lange, hängende Trauben aus 8 bis 20 oder mehr Blüten. Die Blütenstandsspindeln sind flaumig behaart. Die Tragblätter sind lanzettlich bis linealisch, 6 bis 10 Millimeter lang, behaart, und locker drüsenfleckig. Die Blütenstiele sind flaumig behaart und 2 bis 4 Millimeter lang. Die Blüten sind zwittrig. Der Blütenbecher ist glockenförmig, gelblich weiß und behaart, 3 bis 5 Millimeter lang, mit waagrecht stehenden, länglichen bis zungenförmigen, 3,5 bis 6 Millimeter langen Zipfeln mit zurück gebogenen Enden. Die Kronblätter sind gelblich weiß, zungenförmig und 2,5 bis 4,5 Millimeter lang. Die Staubblätter sind etwa gleich lang oder etwas kürzer als die Kronblätter. Die Staubbeutel sind länglich mit einem Nektarium an der Spitze. Der Fruchtknoten ist kahl. Der Griffel ist ungeteilt oder zweilappig und etwa gleich lang bis etwas länger als die Staubblätter. Die Früchte sind schwarz, rundlich, kahl mit Durchmesser von 8 bis 10 Millimeter. 
Die Kanadische Johannisbeere blüht im Mai, die Früchte reifen von Juni bis Juli.
Die Chromosomenzahl beträgt 2n = 16.

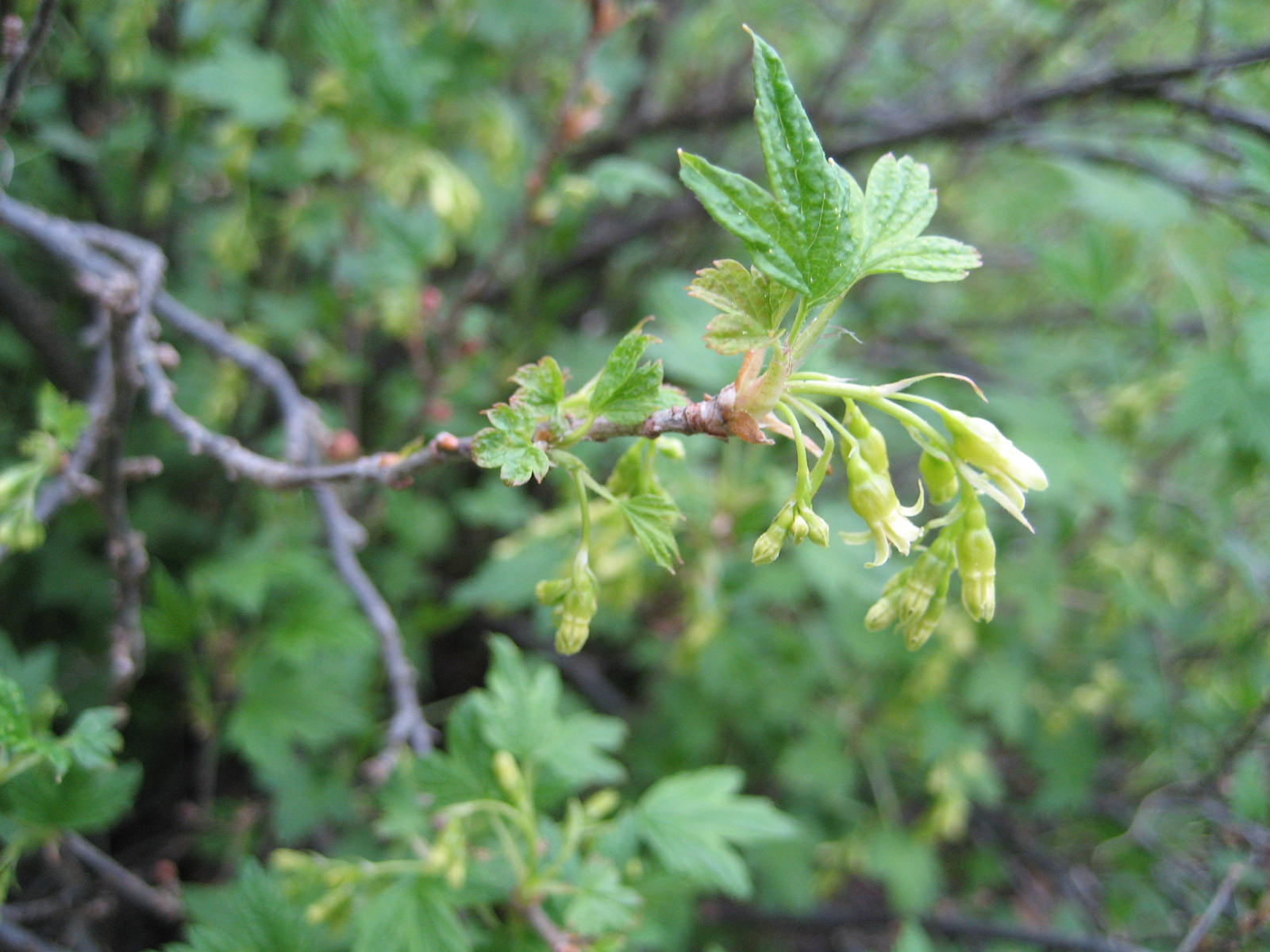
Kanadische Johannisbeere (Ribes americanum)

## Vorkommen und Standortansprüche
Das natürliche Verbreitungsgebiet liegt in den kanadischen Provinzen New Brunswick, Nova Scotia, Ontario, Québec, Alberta, Manitoba und Saskatchewan und erstreckt sich bis in den Süden und Südosten der USA. Die Kanadische Johannisbeere wächst in Mooren und Sümpfen in Höhen von 50 bis 1700 Metern Höhe in Bruchwäldern, auf Feucht- und Nasswiesen an sonnigen bis lichtschattigen Standorten.

## Systematik
Die Kanadische Johannisbeere (Ribes americanum) ist eine Art aus der Gattung der Johannisbeeren (Ribes) in der Familie der Stachelbeergewächse (Grossulariaceae). Sie wird in der Untergattung Ribes der Sektion  Botrycarpum zugeordnet. Die Art wurde 1768 von Philip Miller erstmals wissenschaftlich beschrieben. Der Gattungsname Ribes leitet sich vom arabischen Namen einer Art der Rhabarber ab. Der Name wurde im Mittelalter wegen des säuerlichen Geschmacks der Beeren einiger Arten, der an den Geschmack des Rhabarbers erinnert, für die Johannisbeeren übernommen. Das Artepitheton americanum verweist auf die Herkunft der Art.

## Verwendung
Die Kanadische Johannisbeere wird manchmal wegen ihrer auffälligen Herbstfärbung als Zierstrauch verwendet. Sie dient auch als Bienenweide.

## Nachweise